# 뉴욕의 건축
뉴욕의 건축의 두드러진 특징은 초고층 빌딩이 많다는 것이다. 초고층 빌딩의 출현과 확산에 의해 뉴욕은 유럽적인 저층 건축에서 건물들이 들어선 비즈니스 도시로 변모했다. 2008년 8월 기준으로 뉴욕에는 고층 빌딩이 5538채가 있다. 200m 이상의 고층 빌딩은 50채가 있다. 이 수는 미국 내에서 1위이며, 세계에서 홍콩에 이어 2위이다.
뉴욕에는 다양한 양식으로 지어진 건물이 많다. 1913년에 지어진 울워스 빌딩은 초기 고딕 리바이벌 건축의 고층 빌딩이며, 큼직하게 디자인된 고딕 양식의 장식은 200m 가까이 아래 거리에서도 볼 수 있다. 1930년 지어진 크라이슬러 빌딩은 아르데코풍의 디자인으로 상단면이 위로 향해 가늘어지고 있으며, 스틸 첨탑이 서 있다. 61층 모서리에 있는 독수리 머리 모형과, 첨탑 아래의 V자형 조명 등의 화려한 장식은 크라이슬러 빌딩은 많은 역사가와 건축가들은 뉴욕에서 가장 뛰어난 건축물로 평가하고 있다. 미국의 인터내셔널 스타일 건축의 예로서 큰 영향을 준 것이 1957년 완공된 시그램 빌딩이며, 전면에는 건물의 구조를 나타내는 청동 재료의 I 빔이 외부에서 보이게 되어있다. 2000년 완공된 콘데 내스트 빌딩은 녹색 디자인으로 지어진 건물의 중요한 예이다.
뉴욕의 대규모 주거 지역은 갈색 사암으로된 테라스 하우스, 타운하우스, 그리고 1870년부터 1930년까지의 급속한 개발기에 지어진 허름한 주택 단지로 경계가 나누어지는 경우가 많다. 1835년 뉴욕 대화재 후, 목조 건축의 건설이 제한되었으며, 돌과 벽돌을 주로 건축 자재로하여 집을 지었다. 몇 세기에 걸쳐 마을의 석회암 지반에서 건축 자재를 얻었던 파리와 달리, 뉴욕은 넓은 채석장에서 건축 자재를 얻어 석조 건물을 지었으며, 그 석조 건물을 구성하는 돌의 종류는 다양하다. 1800년대의 뉴욕은 6층보다 높은 건물은 급수탑을 설치하지 않으면, 낮은 층에서 지나치게 높은 수압을 걸어야하고, 그렇게 되면 수도관 파열의 위험이 있었다. 1920년대에는 중심부에서 떨어진 지역에서 전원 도시가 성행했으며, 퀸스 지역의 잭슨 하이츠는 전원 도시 중 하나이다.

## 초고층 건물 목록
다음은 뉴욕에서 가장 높은 순서대로 나열한 초고층 건물이다.
1. 제 1 세계 무역 센터
2. 엠파이어 스테이트 빌딩
3. 뱅크 오브 아메리카 타워
4. 크라이슬러 빌딩
5. 뉴욕 타임스 빌딩
6. 원 57
7. 제 4 세계 무역 센터
8. 70 파인 스트리트
9. 40 월 스트리트
10. 시티그룹 센터
11. 트럼프 월드 타워
12. GE 빌딩
13. 시티스파이어 센터
14. 원 체이스 맨해튼 플라자
15. 4 타임스 스퀘어
16. 메트라이프 빌딩
17. 블룸버그 타워

## 같이 보기
- 분류별 건축 목록
- 뉴욕의 역사적 랜드마크 목록
- 뉴욕의 랜드마크 목록
- 뉴욕의 크기별 빌딩 목록
- 마천루 개수 순 도시 목록

## 추가 자료
- Federal Writers' Project (1939). The WPA Guide to New York City, The New Press (1995 reissue).